# Jarek Podsusedski
Jarek Podsusedski je naseljeno prigradsko naselje Grada Zagreba. Pripada gradskoj četvrti Podsused – Vrapče, tj. dio je Susedgrada. Čine ga Jarek donji, Jarek gornji i Meglenjak. Nalazi se nadomak Grada Zaprešića. Izuzetno je malo naselje s otprilike (200) kuća i (205) stanovnika. U naselju se nalazi podsusedska pilana. Naselje ima čvorište u četirima cestovnim pravcima tj. na zapadnoj strani prema Zaprešiću, Brdovcu, Luci, Hrvatskom zagorju točnije prema Velikom Trgovišću, Klanjcu itd., na sjevernoj strani prema Bistri, Jakovlju i također prema Hrvatskom zagorju točnije prema Oroslavju, Stubičkim Toplicama, Donjoj Stubici, Zaboku, a također i prema autocesti koja vodi u Maribor, Graz, Beč itd., a na južnoj strani vodi u Zagreb točnije u središte grada od kojeg je udaljen 14 km. Poštanski broj naselja je 10090.